# Ligue démocratique du Kosovo
La Ligue démocratique du Kosovo (en albanais : Lidhja Demokratike e Kosovës abrégé en LDK) est un parti politique du Kosovo.

## Historique
La LDK est fondée en 1989 par Ibrahim Rugova qui la dirige jusqu'à sa mort. Elle défend l'indépendance du Kosovo. Elle demeure le premier parti de la province jusqu'aux législatives du 17 novembre 2007, où elle ne recueille que 22 % des voix, derrière le PDK qui obtient 35 %.
Des centaines de sympathisants de la Ligue démocratique du Kosovo ont été séquestrés, torturés et pour certains assassinés dans des prisons secrètes de l’Armée de libération du Kosovo (UCK), principalement entre 1998 et 2001, car perçus comme des rivaux du PDK.

## Élections à l'Assemblée du Kosovo
| Année | Voix    | %     | Sièges   | Rang | Position                         |
| ----- | ------- | ----- | -------- | ---- | -------------------------------- |
| 2001  | 359 851 | 45,65 | 47 / 120 | 1er  | Gouvernement                     |
| 2004  | 313 437 | 45,42 | 47 / 120 | 1er  | Gouvernement                     |
| 2007  | 129 410 | 22,63 | 25 / 120 | 2e   | Gouvernement                     |
| 2010  | 172 552 | 24,69 | 27 / 120 | 2e   | Opposition                       |
| 2014  | 184 596 | 25,24 | 30 / 120 | 2e   | Mustafa                          |
| 2017  | 184 884 | 25,53 | 23 / 120 | 2e   | Opposition                       |
| 2019  | 206 516 | 24,55 | 28 / 120 | 2e   | Kurti I (2020), Hoti (2020-2021) |
| 2021  | 110 978 | 12,65 | 14 / 120 | 3e   | Opposition                       |

## Personnalités liées
- Vjosa Osmani-Sadriu
- Skënder Hyseni